# Siré Komara
Siré Komara (sinh năm 1991) là một nhà văn người Guinée.
Komara, con gái của một công chức quốc tế, rời Guinea đến Ai Cập khi mới ba tuổi. Cô đã xuất bản cuốn tự truyện Mes Racines ở tuổi 14. Cô cũng đã xuất bản một cuốn truyện tranh, Le Téléphone de Siré.

## Công trình
- Mes Racines (Rễ của tôi), Paris: Phiên bản Cauris, 2006.
- Le Téléphone de Siré, 2007